# Питиахш
Питиахш (арм. բդեշխ; грабар բդեաշխ, лат. Vitaxa, груз. პიტიახში, пехл. 𐭡𐭲𐭧𐭱𐭩) — титул иранского происхождения, засвидетельствованный в разных языках с I по VIII век, в частности в позднеантичной Армении и Иберии, где он использовался губернатором провинции и являлся наследственным титулом династий Гугарка. Титул также засвидетельствован в Мцхете, где он должен был обозначать «главнокомандующий».